# Walter De Maria

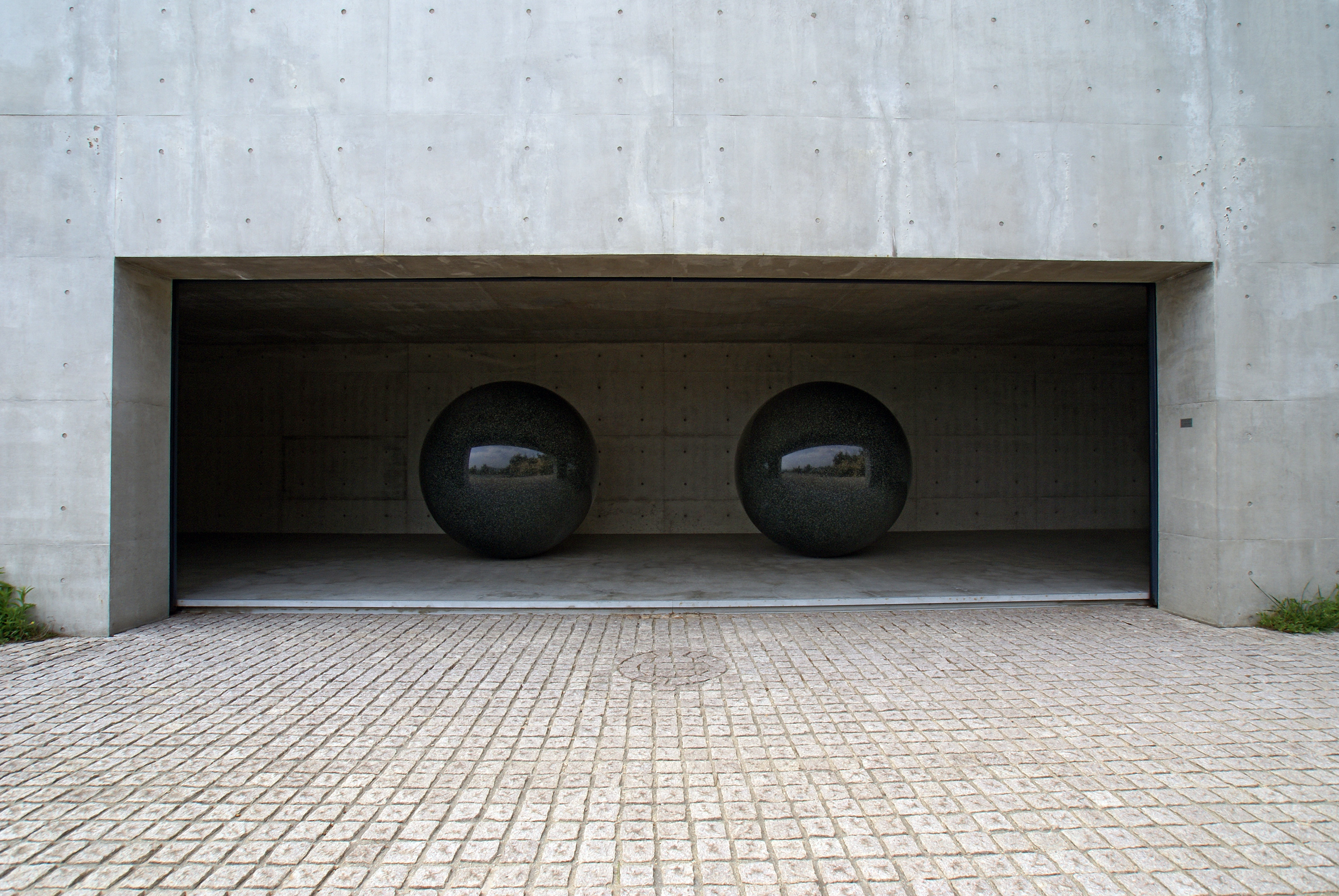
Walter De Maria, Seen/Unseen Known/Unknown. Prefektura Kagawa, Japonia

Walter Joseph De Maria (ur. 1 października 1935 w Albany (Kalifornia), zm. 25 lipca 2013 w Los Angeles) – amerykański artysta, rzeźbiarz, ilustrator i kompozytor, który mieszkał i tworzył w Nowym Jorku. Praktyka artystyczna Waltera de Marii jest związana z minimalizmem, sztuką konceptualną i land artem lat 60. Był specjalistą od złożonych zadań artystycznych w budownictwie i inżynierii lądowej, które cechowała oszczędność formy, precyzja wykonania, wyrazistość gestu oraz ascetyczny wygląd. Jego najbardziej ambitne instalacje były lub są nie tylko fizycznie duże, ale także wytrwałe pod względem czasu trwania wystawy – niektóre trwały dziesięciolecia, czy to w pomieszczeniach, czy na zewnątrz, niektóre funkcjonują jako wyjątkowo efemeryczne, ponieważ były lub są narażone na działanie żywiołów.

## Życiorys
De Maria urodził się w 1935 roku w Albany w Kalifornii. Jego rodzice byli właścicielami lokalnej restauracji w Albany i byli bardzo aktywni społecznie, podczas gdy ich syn koncentrował się głównie na muzyce. Pierwszym akademickim zainteresowaniem Waltera De Marii była muzyka – najpierw fortepian, potem perkusja. W wieku lat 16 dołączył do związku zawodowego muzyków w Albany.
Studiował historię i sztukę na Uniwersytecie Kalifornijskim w Berkeley w latach 1953–1959. Po ukończeniu studiów licencjackich w 1957 roku, studiował tam malarstwo u Davida Parka (MFA 1959). Z wykształcenia malarz, wkrótce zajął się rzeźbą i zaczął używać innych mediów. W 1960 roku De Maria i jego przyjaciele, awangardowi kompozytorzy La Monte Young i Terry Riley, wzięli udział w happeningach i produkcjach teatralnych w rejonie San Francisco. Dzięki kontaktowi m.in. z pracami La Monte Younga i tancerki Simone Forti, De Maria zainteresował się projektami zorientowanymi na zadania, przypominającymi gry, które zaowocowały rzeźbami interaktywnymi dla widzów. Na przykład jego Boxes for Meaningless Work (1961) zawiera instrukcje: „Przenieś rzeczy z jednego pudełka do następnego tam i z powrotem, tam i z powrotem itd. Bądź świadomy, że to co robisz jest bez znaczenia."
W 1960 roku przeprowadził się do Nowego Jorku, gdzie rok później poślubił artystkę i modelkę Susanne Wilson.
Jego wczesne rzeźby z lat 60. były pod wpływem dadaizmu, suprematyzmu i konstruktywizmu. Wpływy te doprowadziły De Marię do używania prostych geometrycznych kształtów i materiałów produkowanych przemysłowo, takich jak stal nierdzewna i aluminium – materiałów, które są również charakterystyczne dla minimalizmu. Dzięki wsparciu kolekcjonerki Ethel Scull, De Maria zaczął tworzyć dzieła z metalu w 1965 roku.
W połowie lat 60. zaangażował się w różne działania artystyczne. Jego utwór Cage dla Johna Cage został włączony do przełomowej wystawy Primary Structures z 1966 roku w Muzeum Żydowskim w Nowym Jorku. Występował w happeningach, skomponował dwa utwory muzyczne: Cricket Music, (1964) i Ocean Music, (1968) oraz wyprodukował dwa filmy: Three Circles and Two Lines in the Desert i Hardcore, oba w 1969 r.
Przez krótki czas prowadził galerię na Great Jones Street na dolnym Manhattanie wraz ze swoją żoną Susanną, prezentując kolekcję rzadkich filmów Josepha Cornella, happeningi Roberta Whitmana i wystawiając własne minimalistyczne rzeźby wykonane z drewna.
W 1965 roku De Maria został perkusistą w nowojorskiej grupie rockowej The Primitives, z którą wypuścili jeden singiel The Ostrich / Sneaky Pete. W skład The Primitives wchodzili Lou Reed, Tony Conrad i John Cale.
Pod koniec lat 70. artysta kupił dawną podstację Con Edison przy 42 East 6th Street w Nowym Jorku wraz z pustą sąsiednią nieruchomością i przekształcił ją w budynek mieszkalny, wystawienniczy i studyjny w 1980 roku. Wraz z zakupem 87 prac z dawnej kolekcji Ströher, grupa rzeźb De Marii trafiła również do Museum für Moderne Kunst we Frankfurcie nad Menem. Po śmierci artysty, nieruchomość została sprzedana miliarderowi i kolekcjonerowi sztuki Peterowi Brantowi za 27 milionów dolarów w 2014 roku.
De Maria udał się do Kalifornii w maju 2013 r., aby świętować setne urodziny swojej matki i kilka dni później doznał tam udaru mózgu. Pozostał tam na leczeniu. Zmarł w Los Angeles 25 lipca 2013 r. w wieku 77 lat.

## Twórczość
W 1968 roku w monachijskiej galerii Heinera Friedricha i Franza Dahlema przy Maximilianstraße 15, a następnie w nowo założonym oddziale w Kolonii, De Maria zaprezentował Earth Room, przestrzeń galeryjną, którą artysta wypełnił 50 metrami sześciennymi ziemi. Realizację tą odtworzył w 1977 roku w Nowym Jorku. Wystawa miała trwać pierwotnie 1 miesiąc. Praca którą New York Times w swojej ówczesnej recenzji, opisał jako „największą na świecie kuwetę”, została zachowana i można ją oglądać przy Wooster Street. Od końca lat 60 De Maria tworzył minimalistyczne rzeźby i instalacje. Realizował projekty land artowe na pustyniach południowo-zachodnich Stanów Zjednoczonych, mając na celu stworzenie sytuacji, w których krajobraz, natura, światło i pogoda stałyby się intensywnym, fizycznym i psychicznym doświadczeniem. W swoich pracach De Maria podkreślał, że dzieło sztuki ma skłonić widza do myślenia o ziemi i jej miejscu we wszechświecie.
Instalacja The Lightning Field (1977) jest najbardziej znanym dziełem De Marii. Składa się z 400 słupów ze stali nierdzewnej rozmieszczonych w równej siatce na obszarze 640 akrów. Instalacja słupów wykonanych z wysoko refleksyjnego materiału zmienia swój wygląd w zależności od pory dnia czy pogody. Najefektowniej prezentuje się podczas burz z piorunami, które są przez nią ściągane. Ze względu na częstotliwość rozmieszczenia słupów pioruny układają cię do siebie równolegle i niemal prostopadle do powierzchni ziemi. Praca została zamówiona i jest utrzymywana przez Dia Art Foundation. Spekuluje się, że The Lightning Field miało wpływ na epilog powieści Krwawy południk Cormaca McCarthy'ego z 1985 roku.
W latach 60. i 70. artysta stworzył trwałe prace miejskie. Jako komplementarne dzieła, Vertical Earth Kilometer (Pionowy kilometr ziemi 1977) i The Broken Kilometer (Złamany kilometr 1979), odnoszą się do idei niewidzialnej lub abstrakcyjnej odległości. Pierwsza praca to mosiężny pręt o długości jednego kilometra i średnicy dwóch cali, wwiercony w park Friedrichsplatz w centrum miasta Kassel. Okrągły wierzchołek pręta, zrównany z powierzchnią ziemi, jest otoczony dwumetrową kwadratową płytą z czerwonego piaskowca. Najbardziej charakterystyczną cechą tej instalacji jest jej niemal całkowita niewidoczność i nieobecność w przestrzeni. O jej istnieniu świadczy jedynie płyta z piaskowca z mosiężną pokrywą umieszczona w chodniku. Prócz tego elementu, obecność instalacji nie jest w żaden sposób oznaczona. Zabieg ten ma przemawiać przeciw założeniu esencjalnej zmysłowości sztuki, tj. że czasem ważniejsza jest sama idea i wyobrażenie o czymś niż faktyczne zmysłowe doznanie. Artysta wskazuje poprzez to, że wystarczy, że sztuka osiąga swój cel, gdy powoduje u odbiorcy wzbudzenie pozytywnych lub negatywnych odczuć, i że nie musi się to odbywać przez doznania zmysłowe.

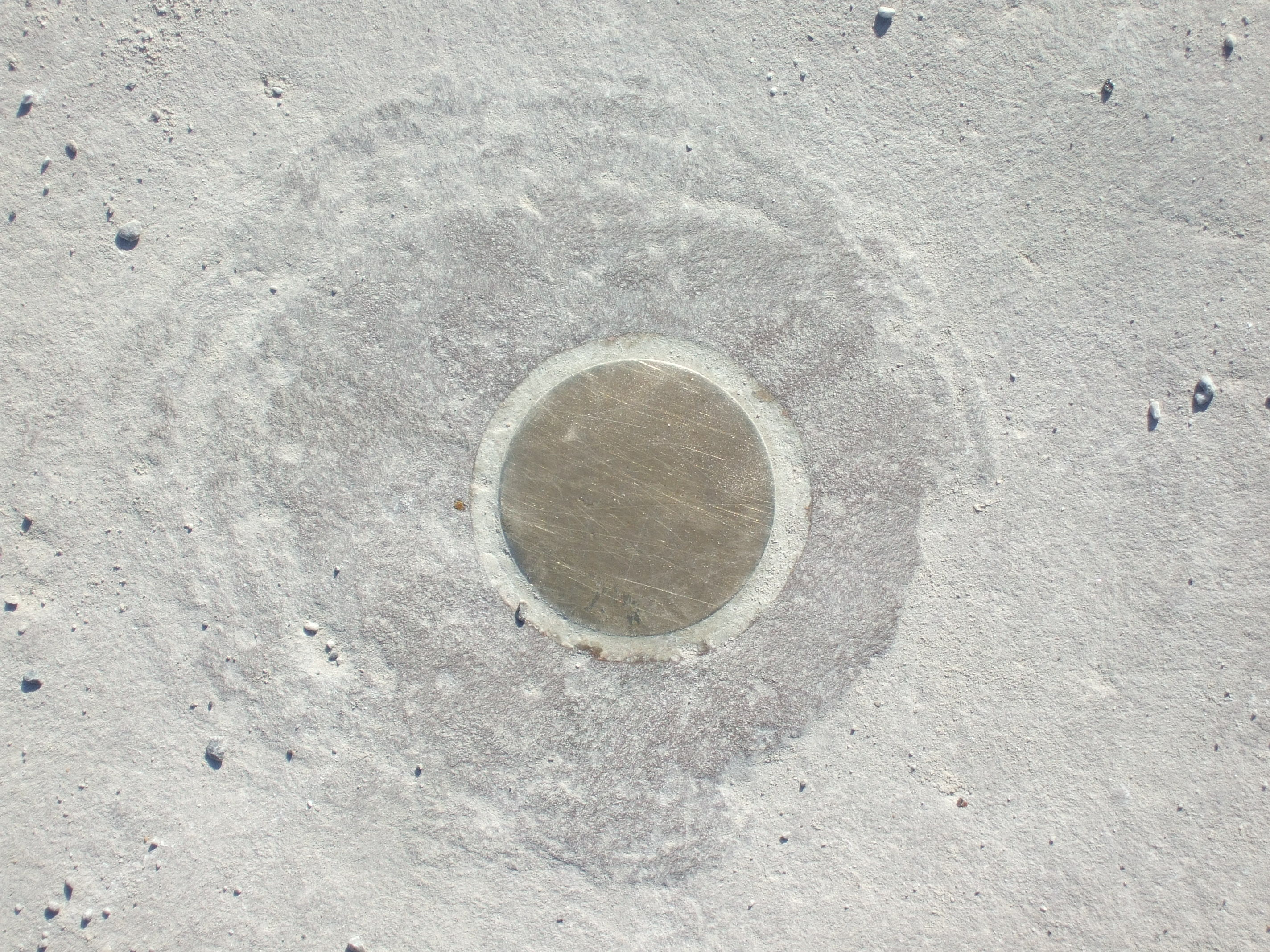
Zdjęcie instalacji

Jedyna możliwość zobaczenia instalacji istniała w 1977 roku, zaraz po zbudowaniu instalacji. Była to krótka wystawa fotografii dokumentującej jej powstawanie. 
Budowa instalacji, określonej przez Seela jako monument introwersyjny, kosztującej wówczas 750 000 marek niemieckich (pochodzących od różnych sponsorów; ok. 1,76 mln DEM według wartości z roku 2014) spotkała się z licznymi protestami mieszkańców Kassel, głównie z uwagi na utrudnienia i hałas jakie spowodowała jej budowa na jednym z głównych placów miasta, tym trudniejsze do zaakceptowania wobec faktu, że po zakończeniu prac instalacja miała być zupełnie niewidoczna. Mieszkańcy miasta i okolic placu nie powiadomiono też należycie o planowanych robotach ziemnych. Wykopany w ramach wierceń profil glebowy został złożony w muzeum historii naturalnej w Kassel.
W 1979 roku De Maria skrupulatnie zaaranżował pięćset mosiężnych prętów do „The Broken Kilometer”, stałej instalacji w galerii Dia Art Foundation przy 393 West Broadway w Nowym Jorku.
Inna instalacja z tego okresu The New York Earth Room (1977), to pomieszczenie o powierzchni 335m² wypełnione na wysokość 56cm 191 metrami sześciennymi ziemi (nowojorska praca jest stałą iteracją Munich Earth Room, z 1968 roku). Również w 1977 roku artysta odtworzył tę pracę w Heiner Friedrich Gallery w Nowym Jorku, która następnie została na stałe odtworzona w 1980 roku przy 141 Wooster Street w Nowym Jorku.
Zarówno The Broken Kilometer jak i inne instalacje składają się na cykl prac poświęconych wirtualnym odległościom czy parametrom przedstawionymi w formie instalacji płasko położonych na ziemi elementów. Inne prace z tej serii to: 360°/I-Ching (1981), A Computer Which Will Solve Every Problem in the World/3-12 Polygon (1984), 13, 14, 15 Meter Rows (1985), Apollo's Ecstasy (1990), and The 2000 Sculpture (1992).
W 1989 roku De Maria wystawił kulę z polerowanego granitu dla Assemblée Nationale w Paryżu, a następnie w 2000 i 2004 roku prace dla dwóch muzeów na wyspie Naoshima w Japonii, Muzeum Sztuki Współczesnej Naoshima i Chichu Art Museum. Porównywalna, 25-tonowa rzeźba zatytułowana Large Red Sphere (2002) została zainstalowana w Türkentor w Monachium w 2010 roku.
Praca One Sun/34 Moons (2002), zaprojektowana przez artystę we współpracy z architektem Stevenem Hollem, została zaprezentowana w 2007 roku w Nelson-Atkins Museum of Art w Kansas City. W 2010 roku The 2000 Sculpture (1992) była pierwszym dziełem sztuki, które zainaugurowało Resnick Pavilion w Los Angeles County Museum of Art.

## Wystawy
De Maria i Robert Whitman otworzyli galerię na 9 Great Jones Street w Nowym Jorku w 1963 roku; w tym samym roku zaprezentował tam swoją pierwszą indywidualną wystawę rzeźby. Natomiast pierwszą indywidualną wystawę w komercyjnej galerii miał w 1965 roku w Paula Johnson Gallery na nowojorskiej Upper East Side.
De Maria unikał udziału w wystawach muzealnych, kiedy tylko mógł, woląc tworzyć swoje instalacje na zewnątrz lub w niekonwencjonalnych lokalizacjach miejskich. Jego prace były szerzej prezentowane poza Stanami Zjednoczonymi, a on sam miał duże wystawy w Japonii i Europie.
W 1968 i 1977 roku De Maria uczestniczył w Documenta w Kassel; zainstalował swoją stałą rzeźbę publiczną Pionowy Kilometr Ziemi w miejskim parku Friedrichsplatz. W 1977 roku w Muzeum Sztuki w Bazylei odbyła się duża wystawa rzeźb De Marii z 1972 roku. Od tego czasu De Maria był także tematem licznych wystaw indywidualnych organizowanych przez Centre Georges Pompidou w Paryżu (1981), Museum Boijmans Van Beuningen w Rotterdamie (1984), Staatsgalerie Stuttgart w Stuttgarcie (1987), Moderna Museet w Sztokholmie (1988), Gemäldegalerie w Berlinie (1998) i Chichu Art Museum w Naoshimie (2000 i 2004).

## Filmy
Jego najbardziej znany film Hard Core (1969), w którym ma miejsce pojedynek dwóch kowbojów w stylu amerykańskiego westernu, jest nieoczywistym hołdem dla land artu. We wszystkich swoich estetycznych koncepcjach i projektach artysta stawiał przede wszystkim na prostotę i intensywność wyrazu.
W 2015 roku filmowiec i historyk sztuki James Crump wyprodukował i wyreżyserował Troublemakers: The Story of Land Art. Osadzony w odludnych pustynnych przestrzeniach amerykańskiego południowego zachodu, ten pełnometrażowy film dokumentalny zawiera rzadkie ujęcia De Marii oraz istniejących i nieistniejących dzieł artysty. Troublemakers był jednym z dwunastu filmów dokumentalnych wybranych przez 53. Nowojorski Festiwal Filmowy, który odbył się w dniach 25 września - 11 października 2015 roku. Film miał swoją kinową premierę w IFC Center w Nowym Jorku 8 stycznia 2016 roku.

## Dzieła
- Daimler Art Collection: Walter de Maria, 5 Continents Sculpture, 1989.. collection.daimlerchrysler.com. [zarchiwizowane z tego adresu (2008-04-21)]. (ang.)
- Nelson-Atkins Museum of Art: Walter De Maria, One Sun/34 Moons, 2002.. nelson-atkins.org. [zarchiwizowane z tego adresu (2008-05-18)]. (ang.)